# A.C.M.M. Sarego A.S.D.
Associazione Calcio MM Sarego Associazione Sportiva Dilettantistica hay đơn giản là Sarego là một câu lạc bộ bóng đá Ý, có trụ sở tại Sarego, Veneto.

## Lịch sử

### Từ Monticello di Fara đến MM Sarego
Câu lạc bộ được thành lập vào năm 1969 với tên AS Monticello di Fara ở khu vực địa phương của Sarego và được đổi tên vào năm 1975 thành AS La Favita.

#### Sarego MM
Vào mùa hè năm 1989, đội đã được tổ chức lại, sau khi sáp nhập với câu lạc bộ của Meledo, với cái tên hiện tại (MM là chữ cái đầu của phân số của các đội đã sáp nhập).
Trong mùa 2010-11, đội đã được thăng hạng từ Eccellenza Veneto A lên Serie D.
Trong mùa 2011-12, nó đã xuống hạng Eccellenza.

## Màu sắc và huy hiệu
Màu sắc của đội là vàng và đen.